# Jan Strandberg
Jan Åke Strandberg, född 4 januari 1967 i Säffle, är en svensk bangolfspelare. Svensk mästare i bangolf 1995 och 1998 samt nordisk mästare 1997. Han var 2005-2014  förbundskapten för Sveriges dam- och herrlandslag i bangolf.
Aktiv som ledare och i organisationen hos Hammarby Handboll 2014-
Strandberg hade en kort karriär som sångare och gitarrist i alternativrockbandet Stockholms Pärlor som han grundade tillsammans med Jörgen Linder, en av hans lagkamrater i Tantogårdens BGK.